# خیرگو
خیرگو  شهری که مرکز بخش خیرگو شهرستان لامرد استان فارس است.

## جمعیت
جمعیت این شهر بر اساس آخرین آمار سرشماری سال ۹۵ برابر ۱،۸۲۱ تن(۵۲۳خانوار) بوده است.

## موقعیت
این شهر در فاصله ۳۵۰ کیلومتری شهر شیراز، ۳۳ کیلومتری شهرستان لامرد و ۲۶٫۵ کیلومتری شهر علامرودشت قرار دارد.

## وجه تسمیه
نام این شهر برگرفته از درختچه استبرق است که در زبان محلی به خرگو مشهور می‌باشد. در سال‌های اخیر به خیرگو تغییر نام داده شده است.